# آتازاناویر
آتازاناویر، که با نام تجاری ریاتاز فروخته می‌شود، یک داروی ضد ویروسی است که برای معالجه و جلوگیری از HIV / AIDS استفاده می‌شود که معمولاً برای استفاده با سایر ضد ویروس‌ها توصیه می‌شود. ممکن است برای پیشگیری پس از نیدل‌استیک یا سایر مواجهه‌های احتمالی استفاده شود. یک بار در روز از طریق دهان مصرف می‌شود.
عوارض جانبی رایج شامل سردرد، حالت تهوع، زرد شدن پوست، درد شکم، مشکل در خواب و تب است. عوارض جانبی شدید شامل بثوراتی مانند اریتم مولتی‌فرم و هیپرگلیسمی است. به نظر می‌رسد آتازاناویر در دوران بارداری بی خطر است. این کلاس از مهارکننده‌های پروتئاز (PI) است و با مسدود کردن پروتئاز اچ‌آی‌وی فعالیت می‌کند.
آتازاناویر در سال ۲۰۰۳ برای استفاده پزشکی در ایالات متحده ثبت شد. این دارو در فهرست داروهای ضروری سازمان جهانی بهداشت که از ایمن‌ترین و موثرترین داروهای مورد نیاز در یک نظام سلامت است قرار دارد. در ایالات متحده به عنوان داروی ژنریک در دسترس نیست.